# Wren
Wren és una població dels Estats Units a l'estat d'Ohio. Segons el cens del 2000 tenia 199 habitants.

## Demografia
Segons el cens del 2000, Wren tenia 199 habitants, 84 habitatges, i 50 famílies. La densitat de població era de 247,9 habitants per km².
Dels 84 habitatges en un 23,8% hi vivien nens de menys de 18 anys, en un 54,8% hi vivien parelles casades, en un 6% dones solteres, i en un 39,3% no eren unitats familiars. En el 34,5% dels habitatges hi vivien persones soles el 7,1% de les quals corresponia a persones de 65 anys o més que vivien soles. El nombre mitjà de persones vivint en cada habitatge era de 2,37 i el nombre mitjà de persones que vivien en cada família era de 3,12.
Per edats la població es repartia de la següent manera: un 23,6% tenia menys de 18 anys, un 8% entre 18 i 24, un 31,2% entre 25 i 44, un 24,6% de 45 a 60 i un 12,6% 65 anys o més.
L'edat mediana era de 36 anys. Per cada 100 dones de 18 o més anys hi havia 87,7 homes.
La renda mediana per habitatge era de 32.115 $ i la renda mediana per família de 50.000 $. Els homes tenien una renda mediana de 32.045 $ mentre que les dones 25.179 $. La renda per capita de la població era de 18.060 $. Aproximadament el 4,5% de les famílies i el 6,7% de la població estaven per davall del llindar de pobresa.

## Poblacions més properes
El següent diagrama mostra les poblacions més properes.